# Spodnje Negonje
Spodnje Negonje je naselje u slovenskoj Općini Rogaškoj Slatini. Spodnje Negonje se nalazi u pokrajini Štajerskoj i statističkoj regiji Savinjskoj. 

## Stanovništvo
Prema popisu stanovništva iz 2002. godine naselje je imalo 308 stanovnika.